# Waldemar Matuška

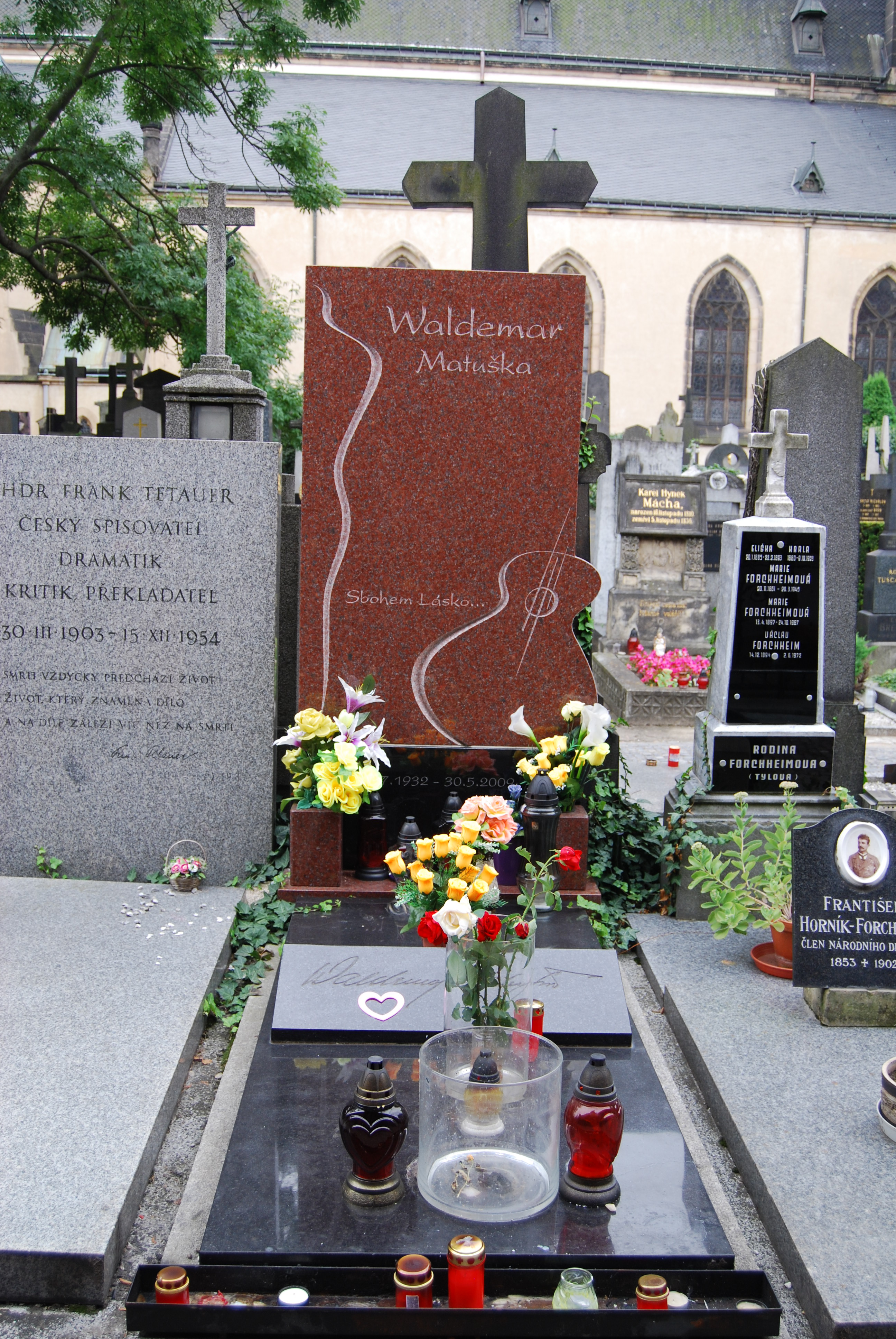
Grób Waldemara Matuški w Pradze

Waldemar Matuška (ur. 2 lipca 1932 w Koszycach, zm. 30 maja 2009 w St. Petersburgu na Florydzie) – czechosłowacki piosenkarz, aktor.

## Życie
Urodził się w Koszycach na Słowacji, lecz całe dzieciństwo spędził w Pradze. Jego matka była śpiewaczką operową. W 1960 nagrał swój pierwszy utwór Suvenýr. Zdobył dużą popularność, wprowadzając na estrady Czechosłowacji muzykę country. Był aktorem w teatrze Semafor i teatrze Rokoko. Dwukrotnie (w 1962 i 1967) zdobył pierwsze miejsce w plebiscycie Złoty Słowik.

## Emigracja
W 1976 ożenił się z piosenkarką Olgą Blechovą. W 1986 opuścił Czechosłowację i wyjechał do Saint Petersburga na Florydzie. Po wyjeździe władze komunistyczne zakazały emisji jego piosenek. Z czołówki serialu telewizyjnego Chalupáři (Pod jednym dachem) usunięto jego piosenkę Když máš v chalupě orchestrion, pozostawiając jedynie melodię.

## Śmierć
Waldemar Matuška zmarł 30 maja 2009 na Florydzie w wyniku zapalenia płuc w wieku 76 lat. Cierpiał również na astmę, która mogła pośrednio przyczynić się do jego śmierci. Został pochowany na Cmentarzu Wyszehradzkim w Pradze.